# Parabemisia lushanensis
Parabemisia lushanensis là một loài côn trùng cánh nửa trong họ Aleyrodidae, phân họ Aleyrodinae.
Parabemisia lushanensis được Ko & Luo miêu tả khoa học đầu tiên năm 1999.